# Samir Usenagić
Samir Usenagić (Cetinje, 1. april 1965 — Podgorica, 8. maj 2001) bio je crnogorski karatista i kik-bokser poznat kao višestruki prvak Jugoslavije i Evrope u tim disciplinama. Pred kraj života je bio visoki funkcioner crnogorskog ministarstva unutrašnjih poslova.
Dana 8. maja 2001. godine u Podgorici je ubijen hicima iz dva pištolja, a istraga za ubistvo je pokrenuta protiv Željka Bulatovića. Bulatović će kasnije biti osuđen na 14 godina zatvora zbog ubistva Samira Usenagića.